# 丁峰
丁峰（1987年3月19日—），江苏常州人，中国男子射击運動員。

## 簡介
2012年，丁峰代表中国出戰英國倫敦舉行的奥林匹克运动会射擊比賽男子25米快射手槍賽事。在8月3日的比赛中获得一枚铜牌，这也是中国国家射击队在该项目上的第一枚奥运奖牌。赛后他称奖牌属于亡父，并称没有父亲就不会取得这样的成就。